# Incendie de River Complex

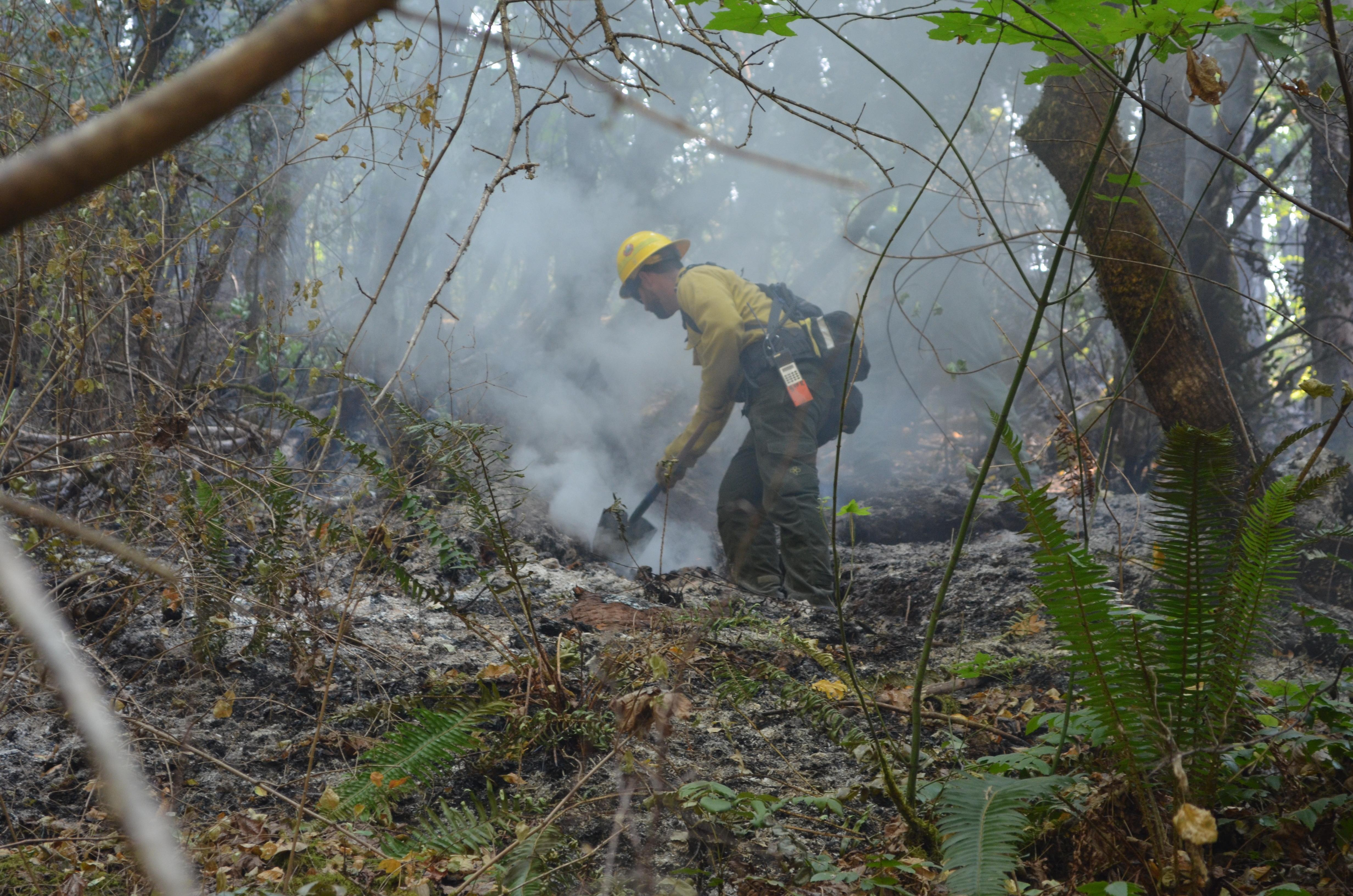
Un pompier travaillant sur la ligne de feu le 8 septembre 2015.

 (septembre 2015).
Si vous disposez d'ouvrages ou d'articles de référence ou si vous connaissez des sites web de qualité traitant du thème abordé ici, merci de compléter l'article en donnant les références utiles à sa vérifiabilité et en les liant à la section « Notes et références ».
L'incendie de River Complex est un feu de forêt qui a brûlé dans les Trinity Alpes Wilderness, dans le comté de Trinity, durant les Incendies de 2015 en Californie.

## Causes
Le feu a commencé le 30 juillet provoqué par la foudre .

## Dégâts
Il avait brûlé 304 km2 (75 028 acres) au 12 septembre 2015.
À la date du 18 septembre l'incendie avait brûlé 311,9 km2. À cette même date, le feu n'avait détruit aucun bâtiment ni aucune structure.

## Lutte contre l'incendie
244 pompiers étaient déployés au 20 septembre pour maîtriser cet incendie.
À la date du 18 septembre 55 % du périmètre de l'incendie était maîtrisé.